# Софийская святая гора (станция метро)
Станция метро Софийская святая гора (болг. „Софийска Света гора“) Софийского метрополитена, расположенная на северном участке Первой линии. Станция была введена в эксплуатацию 2 апреля 2015 года вместе со станциями Аэропорт София, Искырское шоссе и Дружба. Строительство данного участка метрополитена велось с 2013 года.
Станция метро "Софийская Святая гора" расположена в промышленной зоне "Вокзал Искр" к северу от перекрестка ул. "Неделчо Бончев" и ул. „Подпоручика Йордана Тодорова“ и заканчивается на пересечении ул. "Подпоручика Йордан Тодоров " и бульвар "Василия Златарева". Это надземная, мостовая конструкция, несущие конструктивные элементы расположены на площади между двумя парусами улицы..
Специфическое расположение станции метро требует, чтобы доступ посетителей к платформам осуществлялся через пешеходные мосты через проезжие части, по одному на каждую платформу. По этой причине для каждой из двух платформ предусмотрен вестибюль, расположенный на крытом и застекленном переходе. В каждый вестибюль можно попасть с соответствующего тротуара по лестнице и эскалатору.
Для людей с ограниченными возможностями разработан крытый лифт, адаптированный к требованиям доступа для инвалидов.